# William Longworth
William Longworth (né le 26 septembre 1892 à Singleton (Australie) et mort le 19 octobre 1969 à Wahroonga, Nouvelle-Galles du Sud) est un nageur, chef d'entreprise et joueur de billard australien. Il participe aux Jeux olympiques de 1912.

## Biographie
Fils du propriétaire de mines Thomas Longworth (1857-1927), il est éduqué à la Grammar school de Sydney pour laquelle il participa à des compétitions de natation, d'athlétisme et de rugby.
En 1911, il remporte les championnats d'Australie sur le mile ainsi que le 1 320 yards. L'année suivante, il s'impose sur toutes les distances, du 130 yards au mile en établissant divers records nationaux. Il est engagé aux Jeux olympiques de 1912 à Stockholm sur les 100, 400 et 1 500 mètres nage libre. Qualifié en finale sur le 100 mètres et en demi-finale sur le 1 500 mètres, il est obligé de déclarer forfait à cause d'un abcès purulent à l'oreille qui l'oblige à être hospitalisé. Il est forfait sur le 400 mètres.
ll s'engage dans la Première force impériale australienne pendant la Première Guerre mondiale et combat en France. Après la guerre, il nage pour son unité (dans laquelle il est devenu officier). Il épouse à Londres en juillet 1919 Ellen Humphrey avant de retourner en Australie.
Il dirige les entreprises familiales (mines, textile et élevage). Il se met au snooker et remporte des compétitions régionales. Il élève et fait courir des chevaux.
En 1946, il divorce de sa première femme et épouse l'année suivante Irene Annie Elizabeth Ley. Il décède en 1969 à Wahroonga dans la banlieue de Sydney.